# Ray Kelly (Priester)

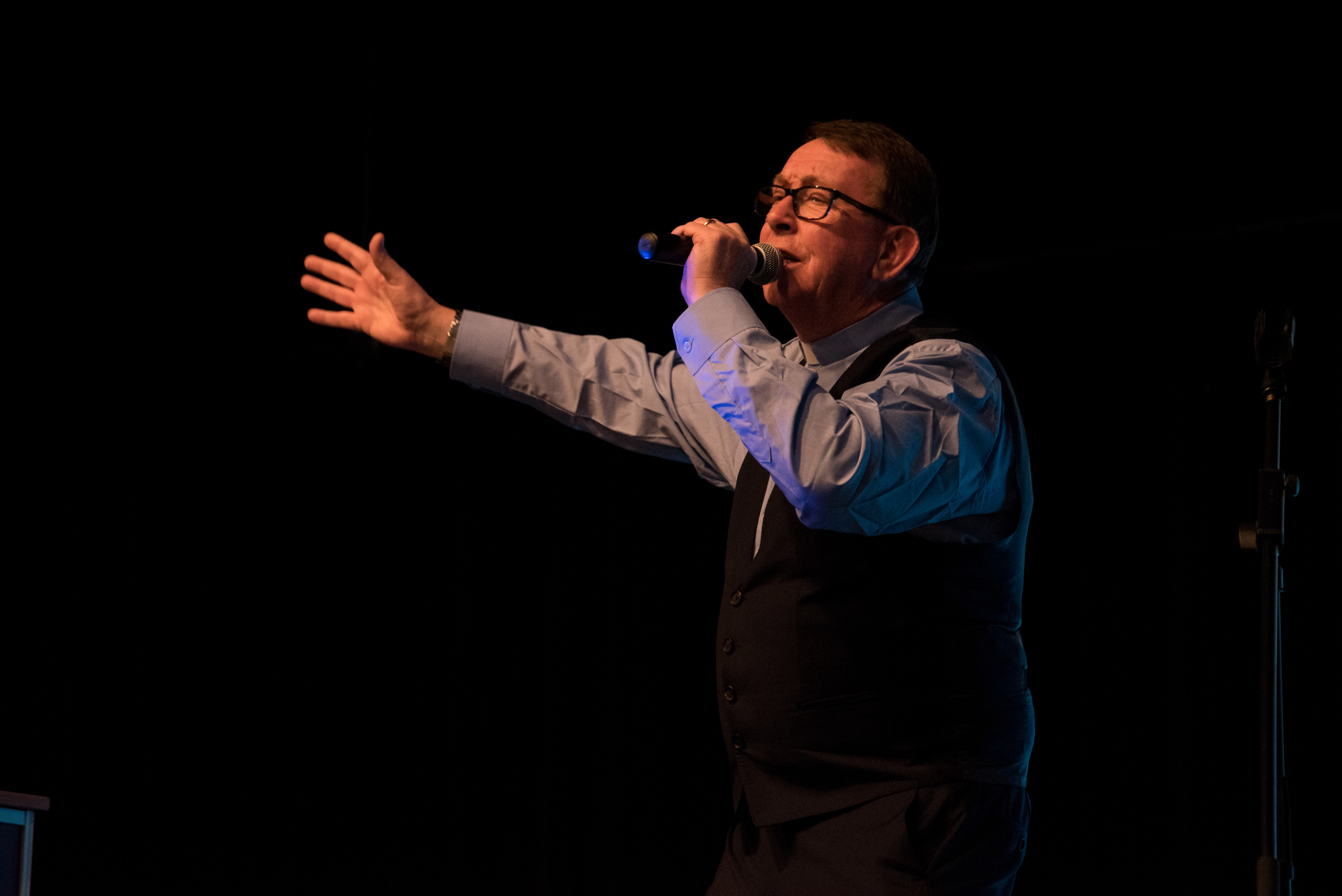
Father Ray Kelly bei einem Charity-Event in Wien, 2017

Father Ray Kelly S.P.S. (* April 1953 in Tyrrellspass, County Westmeath, Irland) ist ein irischer katholischer Priester und Sänger. Bekannt wurde er durch seine Gesangseinlage bei einer Hochzeit in der St. Brigid′s & St. Mary Pfarrkirche von Oldcastle im  irischen County Meath nordwestlich von Dublin am 5. April 2014 mit einer umgetexteten Version von Leonard Cohens Hallelujah.
Schon in seiner Kindheit sang Ray Kelly. Zeitweise gehörte er der Dublin Priest Show an; infolgedessen trat er schon oft auf großen Bühnen auf.
Das Video mit seiner Gesangseinlage bei der Hochzeit von Chris und Lea O‘Kane im April 2014 erreichte auf der Videoplattform Youtube  innerhalb weniger Tage über 20.000 Klicks und hatte im August 2021 über 80 Millionen Klicks. Der Auftritt wurde von Medien weltweit aufgegriffen. Im Dezember 2015 war Ray Kelly Gast bei BBC Radio 4 in der Sendung Midweek.
Im Jahr 2018 nahm er an Britain’s Got Talent teil, wo er im Casting den R.E.M.-Song Everybody Hurts sang. Er kam bis ins Halbfinale der Show.

## Diskografie
Alben
- Where I Belong (2014)
- An Irish Christmas Blessing (2015)